# Synedoida seposita
Synedoida seposita är en fjärilsart som beskrevs av Edwards 1881. Synedoida seposita ingår i släktet Synedoida och familjen nattflyn. Inga underarter finns listade i Catalogue of Life.